# 韩国外交

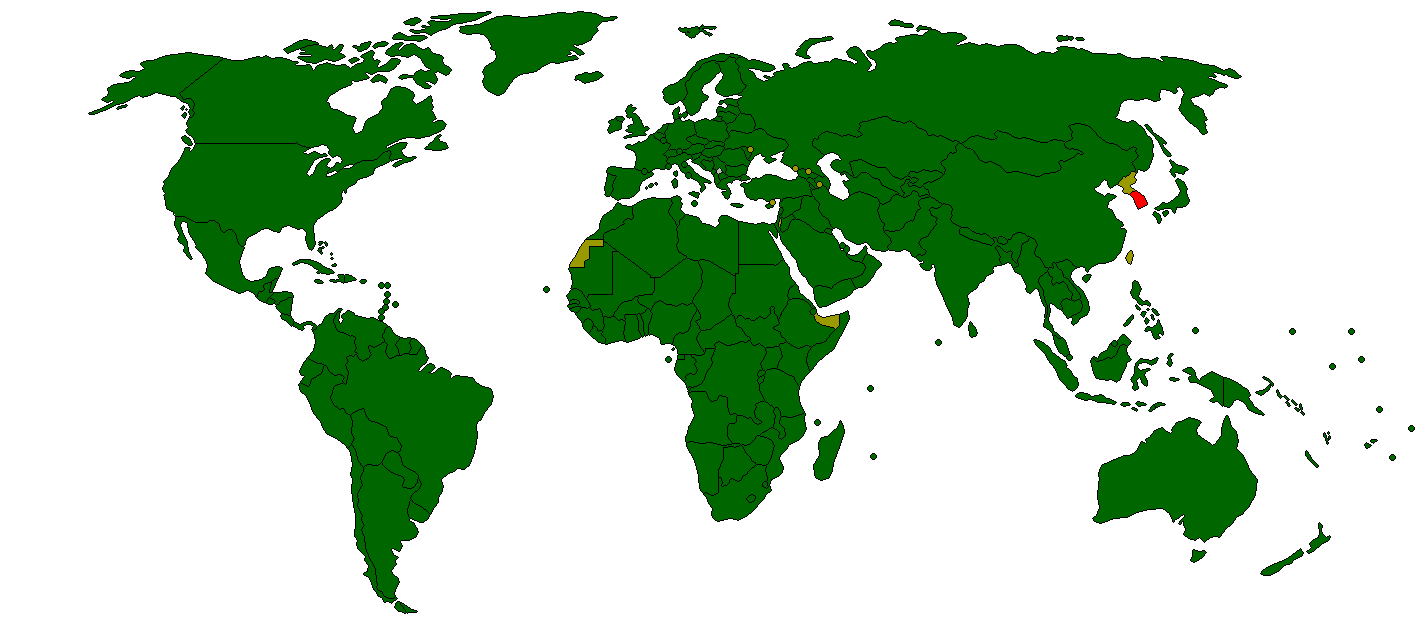
韓國與其他國家的關係：
大韓民國實際控制領土
承認並與大韓民國建交的國家
承認大韓民國的存在但與韓國不具外交關係的國家
爭議地區

韩国外交是大韓民國在国际关系中以和平的手段对外行使主权的交往或交涉活动。韩国外交是韩国内政的延伸，以内政为基础，是其国家主权在国际关系中的体现和行为，也是维护和发展其国家利益，实施其国际战略和对外政策的手段。韩国目前与世界上194个国家建立有外交关系，是联合国、世贸组织、经合组织（OECD）、亞太經合組織（APEC）、20国集团的成员国，也是亚太经合组织和东亚峰会创始国之一。
冷战时期，韩国外交主要是以韩美关系为核心，与西方资本主义国家发展关系。20世纪70年代初，韩国开始与社会主义国家阵营接触。1988年，卢泰愚当选韩国总统后，开始推行“北方政策”，积极与社会主义国家发展外交关系。1993年，金泳三文人政府开始提出“世界化、民间化、多边化、多元化、区域合作和面向未来”的外交政策。在金泳三之后的韩国各界政府也都积极推行了多边外交政策。目前，韩国外交基本形成了以韩美同盟为基轴，中美日俄四国为主线，积极参与地区和国际事务的多层次、全方位的外交格局。
韩国外交部是负责韩国外交和其它对外事务的最高政府机关。为了综合开展对外经济与通商交涉，1998年2月28日，时任韩国总统金大中将外交部改组为“外交通商部”。2013年3月23日，韩国外交通商部正式更名为韩国“外交部”。韩国外交部的主要职责包括：制定和实施外交政策；多边、双边外交及国际经济合作；制定、施行和调整对外经济贸易政策；文化合作和对外宣傳等；海外侨民政策的制定及驻外国民的保护与援助事宜；国际形势的调查与分析以及有关移民的相关事务。

## 外交政策演变历史

### 1940-50年代

1953年11月27日李承晚访问中华民国，与中華民國總統蒋中正和駐當地韓國大使金弘壹会晤

1948年8月15日，朝鲜半岛南部在美国的扶植下，成立了大韩民国。9月9日，北部成立了前苏联扶植的朝鲜民主主义人民共和国。朝鲜半岛形成南北资本主义和社会主义阵营的对峙:120:255。建国初期，韩国的外交基本是“对美一边倒”，主要是谋求国际社会的承认，与更多国家建立外交关系。在朝鲜战争爆发前，韩国已经先后与美国、退守臺澎金馬的中华民国、英国、法国、菲律宾等25个资本主义国家或地区建立了外交关系:256:148:215。为应对来自北方的威胁和试图通过武力统一朝鲜半岛，李承晚曾向美国提议建立韩美军事同盟，但美国出于战略上的考虑没有接受李承晚的建议。1950年1月，美國國務卿迪安·艾奇遜宣布“艾奇逊防线”时，韩国并没有列在美国太平洋地区防线之内:52-53:151-152。
朝鲜战争爆发后，美国对韩国的政策发生了重大的转折。为挽救刚刚扶植起来的李承晚政权，以美国为首的16个歐美西方国家在联合国的名义下投入了战争。战争停火后，韩国与美国的军事、经济和政治关系得到了进一步的加强，与其它资本主义国家的交流也日益增加，对社会主义阵营则采取敌视态度:256:152-153。1953年10月，韩美签署《韩美共同防御条约》，开始了长达半个多世纪的韩美同盟合作体制的序幕。韩国成为美国反苏反共的前哨阵地和续日本之后美国在亚洲的第二大军事同盟，美军开始长期驻扎韩国。韩国除得到美国的安保外，也获得了美国大量的经济援助。20世纪50年代，韩国是世界上获得美国援助最多的国家之一:53:153-154。

### 1960-70年代
1961年5月16日，陆军少将朴正熙发动五一六军事政变，控制了韩国政权，开始了韩国长达26年的军政威权统治:77。发展经济，摆脱贫困是朴正熙政权的头等大事，韩国外交在朴正熙掌权期间也侧重于经济方面的考量。由于美国无偿援助的大幅减少，朴正熙将目光转向了日本:256:167-168。为寻求发展经济所需要的资金和技术，朴正熙政府1964年启动了与日本邦交正常化的第六轮谈判。美国原本对靠军事政变上台的朴正熙不存好感，但韩日邦交正常化符合美国在东亚的战略利益，这使得美国开始转为支持朴正熙:88-92。1965年6月22日，朴正熙不顾韩国国内的强烈反对与日本签订了《韩日基本条约》，正式建立外交关系，东北亚地区的美日韩同盟正式确立:257:171-172。
1965年，韩国通過派兵参加越南战争，进一步拉近了与美国的同盟关系。在韩国向越南派兵不久，朴正熙便被美国约翰逊总统邀请访美，受到了兄弟国家领导人的最高礼遇。韩国也从向越南派兵受益，借助美日的援助，以及军工产业的繁荣，韩国经济的年增长率超过了10%。1965-1969年也成了朴正熙执政的鼎盛时期:93-95:256。除美日外，朴正熙政府还大力发展与其它国家的多边经济外交。在以出口为导向的发展战略下，韩国各驻外机构主要以为韩国产品开拓市场服务。各驻外使馆每个月都要提出吸引外资，推动出口的具体方案和建议:256:228。
随着冷战格局的结束，特别是中国与美国、日本关系的改善。朴正熙政府在20世纪70年代开始实施门户开放政策，与社会主义阵营进行接触。1973年6月23日，朴正熙发表了《和平统一外交政策特别宣言》，即“六二三宣言”，表示愿意寻求与朝鲜同时加入联合国，并在互惠平等的原则下与意识形态和社会制度不同的国家开放门户，从而开辟了韩国外交的一片新天地:257。1973年8月，韩国派团参加了在苏联莫斯科举行的世界大学生运动会。此后，两国人员交往和贸易往来都有所增加:258:230。

### 1980年代以后

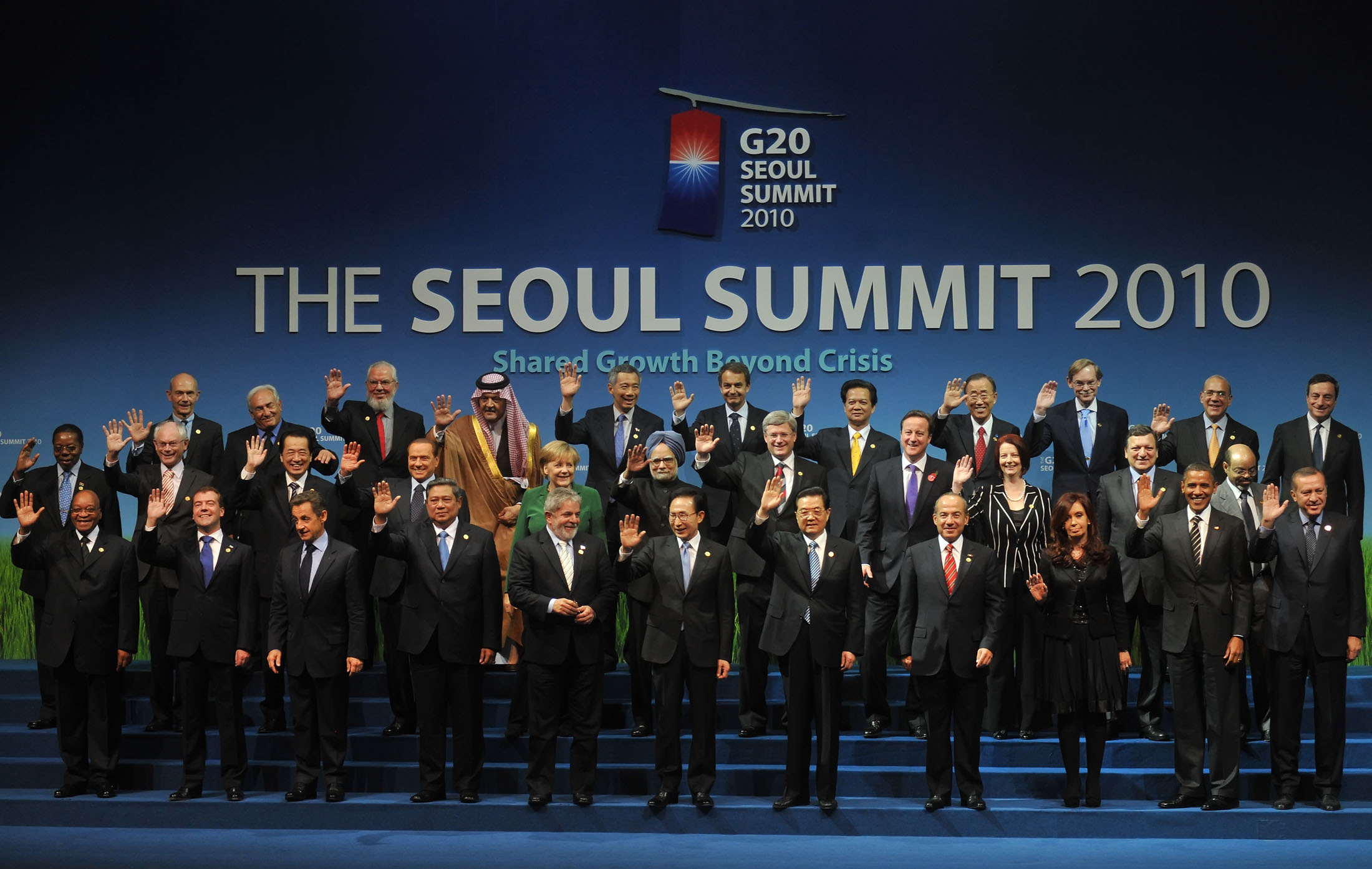
2010年二十国集团首尔峰会合照

20世纪80年代，韩国进一步加强了与社会主义阵营的外交关系。1983年9月，由于苏联击落韩国KAL007客机，两国关系一度中断。但1985年戈尔巴乔夫上台后，双边关系开始缓和:235:258。1988年，卢泰愚出任韩国总统后，借助1988年奥运会的有利时机积极推进“北方政策”。1988年7月7日，卢泰愚发表《为争取民族自尊和统一繁荣的特别宣言》，表示韩国应在超越意识形态上的世界和解合作时代，积极改善与苏联、中国和其它社会主义国家的关系。1988年奥运会后，韩国和苏联分别在莫斯科和漢城（今首爾）建立了贸易办事处和领事处。1990年9月，两国正式建立外交关系:258:236-237。
韩国与中国政府的正式接触开始于1983年5月的中国民航296号航班劫机事件:234:258:195。1986年和1988年，中国分别派出大规模的体育代表团参加在首尔举行的亚运会和奥运会。之后，两国人员往来激增:195:139。在卢泰愚政府的积极推动下，韩中两国最终在1992年8月24日正式建立大使级外交关系，结束了多年的敌对状态，开启了两国双边关系的新纪元:207:238。
随着国际冷战铁幕的落幕，韩国政府将朝鲜半岛和解与合作当成外交的重要内容。20世纪70年代，朴正熙政府就开始试图推动韩朝和解:226-227:258。1991年9月17日，韩国和朝鲜最终同时加入联合国。1998年，金大中执政后对朝鲜实行了“阳光政策”，并在2000年6月与金正日举行了具有历史性意义的首次韩朝首脑会谈，南北关系得到空前缓和与发展。卢武铉执政时期，南北关系得到了进一步的改善。但李明博上台后，韩朝关系开始走向对峙:259。朴槿惠执政后，韩朝关系略有改善:308-310。不过由于朝鲜第四次核试验和发射“光明星4号”卫星，双方关系重新陷入僵局。2016年2月10日，韩国宣布全面中断了韩朝仅存的经济合作项目开城工业园区。2018年冬季奥林匹克运动会期间，韩朝关系得到缓和。 同年4月27日，文在寅与金正恩在韩朝边境的板门店“和平之家”举行了首脑会谈，并签署了《板门店宣言》。

## 与各国关系

### 关系

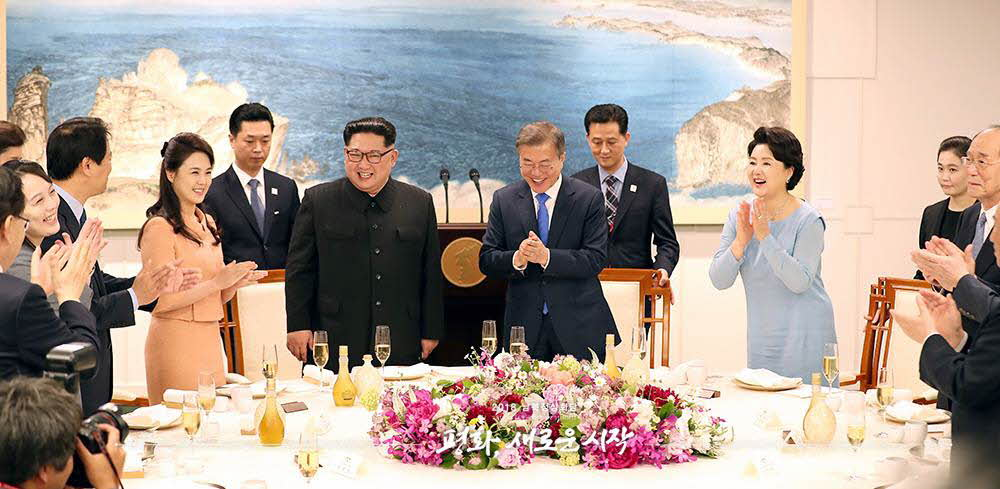
文在寅和金正恩在2018年朝韓首腦會晤期间共同出席晚宴

朝鲜半岛南北分裂后，韩朝双方在很长一段时间内处于相互敌对的状态。李承晚执政期间，双方都试图通过武力实现南北统一，最终导致了朝鲜战争的爆发:265:265。朴正熙执政期间，韩国主要是通过发展经济实现“胜共统一”。经过近10年代追赶式发展，韩国经济指标在20世纪70年代初基本达到了与朝鲜持平的水平:265。随着东西方国际形势的缓和，南北方迎来了首次接触。1971年，南北方通过红十字会进行了首次接触，讨论南北离散家属问题。1972年5月至6月，双方实现了部长级的互访，并于1972年7月4日发表了《南北联合声明》。不过，《南北联合声明》发表后，双方关系并没有顺利发展，没有达成任何协议。1978年，双方红十字会的会谈也被中断:226-228:265:273-276。20世纪80年代，韩朝双方进行了零星的、时断时续的各级别接触:232-233:267:276-277。
进入90年代后，韩朝双方接触日益频繁，高层会谈明显增多。1990年，双方在漢城举行了首次南北高级会谈。此后，南北高级会谈於平壤和漢城轮流举行。1991年12月，双方在第5次南北高级会谈中签署了《南北和解、互不侵犯和交流与合作协议》。1992年2月，双方在第6次南北高级会谈中正式签订了《朝鲜半岛无核化共同宣言》:267:240-241:279。在南北和解的气氛下，首脑会晤也被提上议事日程。1994年6月，时任美国总统吉米·卡特分别出访了平壤和漢城，并拜會金日成和金泳三，向後者转达了金日成随时随地无条件举行首脑会晤的口信。双方商定于7月25-27日在平壤举行首脑会晤。不过，金日成7月8日突然去世，使得南北首脑会晤计划搁浅。之后，由于朝核问题的恶化，朝鲜半岛南北关系开始出现阴影，直到1994年朝鲜和美国签订《核框架协议》，紧张的核问题才告一段落:267:247-248。
1998年金大中就任韩国总统后，对朝推行“阳光政策”，旨在以强有力的安保为基础，实现韩朝和解、交流、合作，实现朝鲜半岛和平。1998年2月，朝鲜政党团体联席会议致信韩国各政党，呼吁促进朝韩关系和解与团结。4月，南北双方在北京举行了副部长级的会谈:267-268。1998年6月16日，现代集团名誉会长郑周永赶着500头黄牛穿越板门店进入朝鲜，开启了著名的“黄牛外交”，也拉开了南北经济合作的序幕:446:268。之后，虽然发生了1998年的潜水艇事件和1999年的“第一次延坪海战”，双方的接触与交流仍然继续。2000年6月13-15日，金大中正式出访平壤与朝鲜国防委员会委员长金正日举行了历史性的首次朝韩首脑会晤，并联合发表了《南北共同宣言》。双方宣布自主解决国家统一，加强双方在经济、社会、文化、体育、卫生、环境等各个领域的合作与交流:553-575:268。金大中的阳光政策使朝鲜半岛南北关系得到空前和解。2000年8月15日光复节，南北双方时隔15年再次举行了离散家属团聚:589。同年9月15日，在悉尼奥运会开幕式上，韩朝双方体育代表团高举朝鲜半岛旗帜首次共同入场:285:595。9月24日，朝鲜人民武装力量部部长金一哲率领的由13人组成的朝鲜代表团越过板门店，参加在济州岛举行的南北国防部长会谈。会谈结束后，金大中在青瓦台接见了金一哲一行。这是朝鲜军方首脑首次穿越军事分界线和到访青瓦台:597。
2003年开始的卢武铉政府在金大中的“阳光政策”基础上推行“和平繁荣政策”，将韩朝关系上升到了迎接“东北亚新时代”的高度:286-287:168。尽管朝核危机的升级给“和平繁荣政策”的实施制造了障碍，卢武铉仍然坚持通过和平对话解决朝核问题:169-170。2003年，双方举行了多次部长级会谈、军事会谈和离散家属会面。6月，双方举行了南北铁路连接和开城工业园区的动工仪式。8月，朝鲜还派出了200余人的体育代表团和300余人的拉拉队参加韩国大邱第22届世界大学生运动会。:269-2702004年6月30日，现代峨山集团和韩国土地公社举行了开城工业园区首期工程的完工仪式，约280家韩国公司进入了工业园区:178-179。2005年，韩朝双方人员往来多达88341人次，南北贸易总额首次突破10亿美圆，增至10.55亿美元。韩国成为续中国之后的朝鲜第二大贸易伙伴:182。1000多名韩国人每天通过新开放的陆路跨越军事分界线前往朝鲜旅游。2006年3月15日，连接首尔和新义州的京义线与东海线铁路终于完工，日运输能力达12000人:182。2007年10月，卢武铉与金正日举行了韩朝首脑会晤，并发表了《南北关系发展与和平繁荣宣言》。:270:290
李明博执政期间，韩国调整了对朝政策，用“实用主义”的“无核、开放、3000构想”取代了前两届政府对朝鲜的友好政策。“无核、开放、3000构想”政策的基本含义是在朝鲜放弃核武，对外开放的条件下，韩国将在今后的10年内帮助朝鲜将国民人均收入提高到3000美元。李明博对前两届政府与朝鲜签订的《南北共同宣言》和《南北关系发展与和平繁荣宣言》持保留和否定态度，在对朝问题上与美国保持一致的强硬立场，双边关系出现倒退:289。2008年，一名韩国游客因在金刚山旅游越过警戒线而被朝方枪击身亡:290。2010年3月26日，天安号事件使韩朝关系陷入严重危机中:291。同年11月23日，韩朝双方在延坪岛发生交火，双方都指责是对方先开的火，双方关系进一步恶化:292。朴槿惠上台后，对朝推行“朝鲜半岛信任进程”，而不是像李明博那样一味地倾向于强硬态度。不过，朝鲜认为朴槿惠的政策只是李明博“无核、开放、3000构想”政策的翻版:308。2016年1月6日，朝鲜进行了第四次核试验，并宣称成功进行氢弹试验。之后，朝鲜又在2月7日，利用弹道导弹技术发射“光明星4号”卫星。为此，韩国在2月10日宣布全面中断韩朝仅存的经济合作项目开城工业园区，双方关系陷入僵局。2018年冬季奥林匹克运动会期间，韩朝关系得到迅速缓和。同年4月27日，文在寅与金正恩在韩朝边境的板门店“和平之家”举行了首脑会谈，并签署了《板门店宣言》。

### 韩美关系

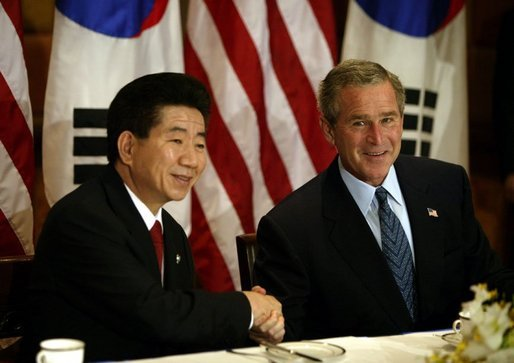
韩国总统卢武铉和美国总统布什

自1948年8月15日韩国在美国的扶植下成立以来，韩美关系一直是韩国外交的核心。1949年1月1日，美国第一个与韩国建立了正式外交关系:148:260:215。朝鲜战争后，两国于1953年10月签署《韩美共同防御条约》，正式确立双方的军事同盟关系。从此，韩国成为美国反苏反共的前哨阵地，美军开始长期驻扎韩国:53:153。朴正熙执政期间，虽然倡导民主的美国对通过军事政变上台的朴正熙政权起初并不存好感，但在韩日关系、越南战争、发展经济等方面，朴正熙与美国高度一致，因此韩美关系又进入了甜蜜的“蜜月期”:261。
理查德·尼克松执政期间，美国提出希望亚洲国家负责自己国家的国防。此后，美国决定将驻韩美军的数量从6.1万人裁减到4万多人，并停止对韩的无偿军事援助:261:187-188。卡特总统上台后，美国对韩国国内的民主与人权问题变得更加关注。“维新宪法”的颁布和朴正熙政权对民主阵营的镇压，使韩美关系产生了阴影。1976年10月24日，美国媒体曝出“韓國門事件”。韩美关系因此雪上加霜。1977年3月，卡特宣布将在未来4-5年内全部撤走驻韩美军，使韩美关系降到历史低点:262:224。1976年，美国基本结束了对韩国的无偿军事援助，韩国从受援助国变成美国的军需物资消费国。1978年11月7日，韩美联合軍司令部成立，两国军事关系开始由纵向统帅关系转变为横向合作关系:262。
进入20世纪80年代后，韩国在军事方面开始承担起越来越多的责任，逐渐形成了由韩国主导美国支援的防御体系:262。“第2次栗谷计划”（1982-1986年）和“8·18计划”的实施使得韩国军事实力大幅提升，从对朝鲜的劣势变为朝的优势:140。1994年12月1日，驻韩美军将和平时期的指挥权转交给韩国:262。卢泰愚执政期间，美国开始要求韩国分担驻韩美军的费用。1990年，韩国分担的驻韩美军费用为0.7亿美元，以后韩国分担的额度逐年增加:263。卢武铉执政时期，韩国推出了“自主国防”政策。卢武铉坚决反对美国对朝鲜进行制裁和封锁，主张修改驻韩美军地位协定，要求美军撤出首尔，收回战时指挥权，打造自主国防:189-198。2006年，驻韩美军的数量已经降到朝鲜战争后历史性的2.95万人低值:207。2008年，保守派的大国家党重新执政韩国政权，韩美关系得到了恢复。2008年4月，时任韩国总统李明博在访美期间，双方宣布建立面向21世纪的韩美战略同盟关系:264。朴槿惠担任韩国总统后，韩美关系继续得到巩固。2013年5月，朴槿惠对美国进行了国事访问，双方发表了《纪念韩美同盟60周年联欢宣言》，标志着两国全方位、多层次的战略联盟的深化与发展:310。

### 韩日关系

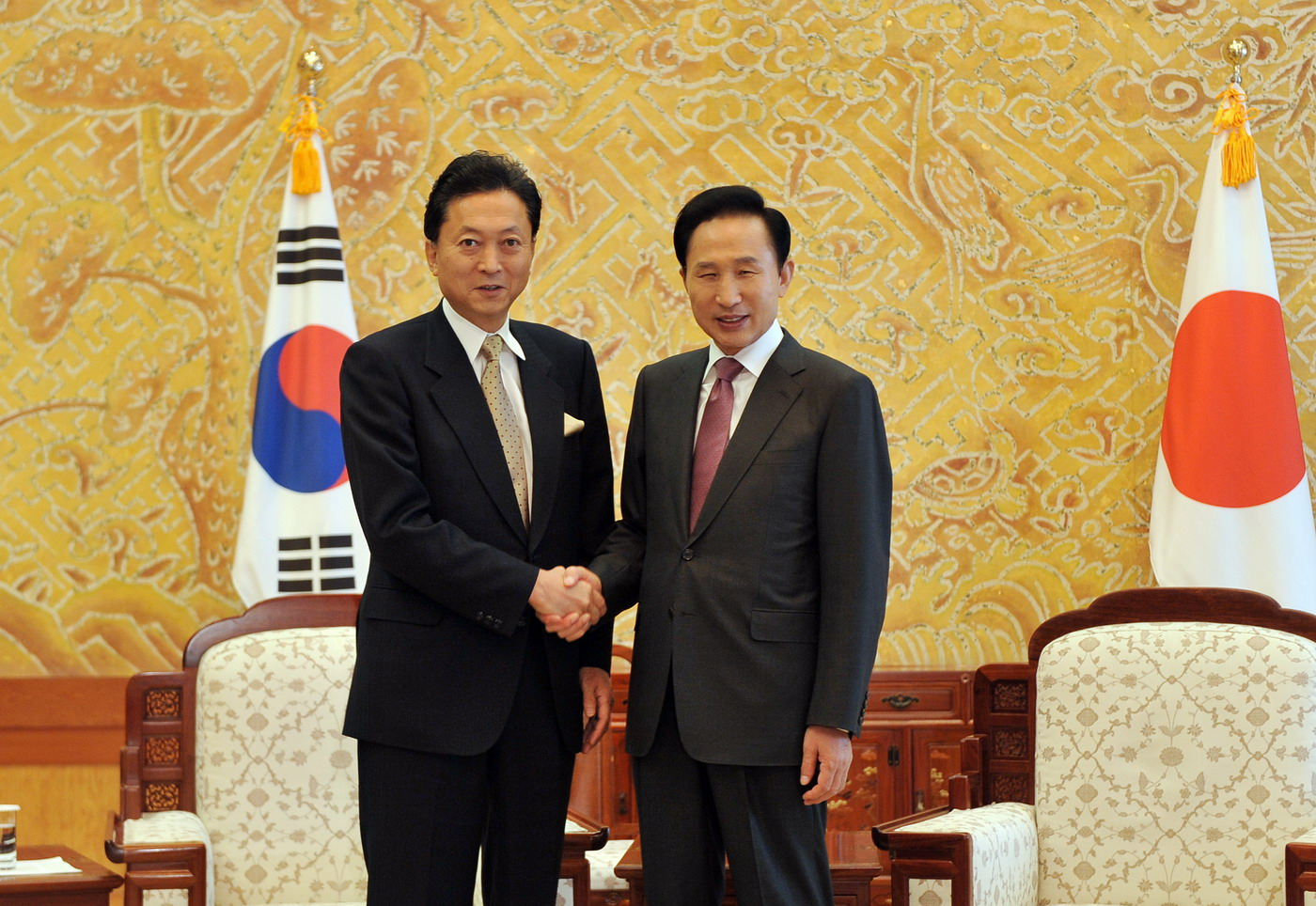
韩国总统李明博与日本首相鸠山由纪夫

1945年8月，日本无条件投降后，韩日间的问题通过美军政当局来协调。日本在韩国的遗留财产被美军政府没收后，转交给了新成立的韩国政府:276。1945年8月27日，驻日盟军最高统帅设定了“麦克阿瑟线”。在韩国新政府成立前，韩国对越线的日本渔船进行扣留，并将其转交釜山美军政机关处理。大韩民国成立后，韩国对越线日本渔船态度更加强硬，甚至发生过炮击事件:276。
随着朝鲜战争的爆发和冷战格局在亚洲的形成，美国对日本的政策迅速从压制转变为扶植其成为美国的重要盟友。在制定《旧金山和约》时，美国模糊了独岛的主权归属。此后，两国对独岛的主权问题争论不休。对于日本对其在韩财产及其财产请求权问题的处理，《旧金山和约》也没做明确的规定，而是要双方协商解决。在韩日邦交正常化的谈判过程中，日本为此提出了将韩国对日请求权与韩国取得的在韩日本财产相互抵消的“抵消论”，使韩国在谈判中处于不利地位。美国出于对冷战的考虑，将日本确定为其在亚洲政策的核心目标，从而在姌和条约中偏袒日本，限制韩国的要求，使韩日纠纷失去了一次重要的解决机会。:277-278
为实现以日本为中心的亚洲冷战布局，美国积极调解韩日这两个亚洲盟国的关系。1951年10月，韩日双方在美国的敦促下，开始了邦交正常化的预备性会谈。但由于双方分歧太大，前五轮的会谈进展缓慢。朴正熙上台后，韩国政治文化发生了很大的变化，在对日问题上也采取了更为务实的态度。不过，在第六轮谈判中，韩日两国国内的反对声音高涨。迫于压力，第六轮韩日会谈被迫中断。1964年11月，佐藤荣作就任日本首相。双方在邦交正常化方面表现出更加积极和务实的态度:278。1965年6月22日，韩日双方在经历了13年零8个月的谈判后，最终签署了《韩日基本关系条约》，建立了外交关系:172:280。
2005年1月17日，韩国公开了韩日会谈记录等外交文件。在第六轮会谈时，韩方为包括930,081名幸存者、77,603名死难者家属、25,000名伤者的总计1,032,684名被征用者，向日方提出了总计3.64亿美元的补偿款。补偿额度为幸存者每人200美元，死者家属1,650美元，伤者2,000美元:283。双方最终商定，日本提供3亿美元无偿援助、2亿美元有偿援助，以及3亿美元商业贷款，“一次性解决”受害者索赔问题。韩国政府放弃“索赔权”，接受“经济合作”:282。不过，朴正熙政府并没有将赔偿金发放给受害者，而是用来发展经济，无偿援助主要被投向农、林、渔和原材料部门，贷款则被用于建设钢铁和高速公路等基础设施项目上。1975-1977年，朴正熙当局只是根据《对日民间索赔补偿法》等相关法律，在有限的范围内发放了少量的补偿金:283。
1965年，韩日建交后，两国关系得到了很大的发展。20世纪70年代，由于金大中绑架事件和韩裔日本人文世光刺杀朴正熙未遂事件，两国关系走入低谷。后经美国的调解和双方努力，两国关系得到了恢复。日本历史教科书问题、小泉纯一郎参拜靖国神社、殖民统治时期受害者赔偿问题又使得两国关系迅速转冷到几乎是自70年代以来的低点。日本谋求成为联合国安理会常任理事国进一步加剧了双方的矛盾。:276
2008年2月，时任日本首相福田康夫在出席李明博就职典礼时，双方表示重启首脑定期会晤机制。2008年4月，在李明博访日期间，双方确定开创“更加成熟的伙伴关系”新时代:281:297。2011年8月，李明博在国内压力下，首次向日本提出慰安妇历史遗留问题。但在李明博12月份访日期间，日本对此没有做出具体答复:298-299。2012年8月10日，时任韩国总统李明博在韩国光复节纪念日前夕登上独岛，引发新一轮的日韩领土之争。2013年2月22日，日本岛根县举行“竹岛日”纪念活动，使韩日关系变得更为紧张:313。朴槿惠出任韩国总统后，强调历史认识对双方建立面向未来的合作关系至关重要。2015年12月28日，两国达成《韩日慰安妇协议》。不过，此协议因没能将日本强征慰安妇定性为战争罪行而遭到韩国慰安妇组织和媒体的批评。
文在寅执政期间，两国对历史遗留问题的争议越演越烈。2018年10月30日，韩国大法院判决两起日本企业赔偿二战强征的韩国劳工。同年11月，韩国政府解散和解与治愈基金会迫使《韩日慰安妇协议》实质性冻结。2019年度爆发2019年日韩贸易战。同年8月22日，韩国决定作废韩日《军事情报保护协定》（GSOMIA）。9月27日，日本2019年版《防卫白皮书》将韩国的排序从2018版中第二降至第四。韩国的《2020国防白皮书》则将对日本的描述从伙伴降为邻国。

### 韩中关系

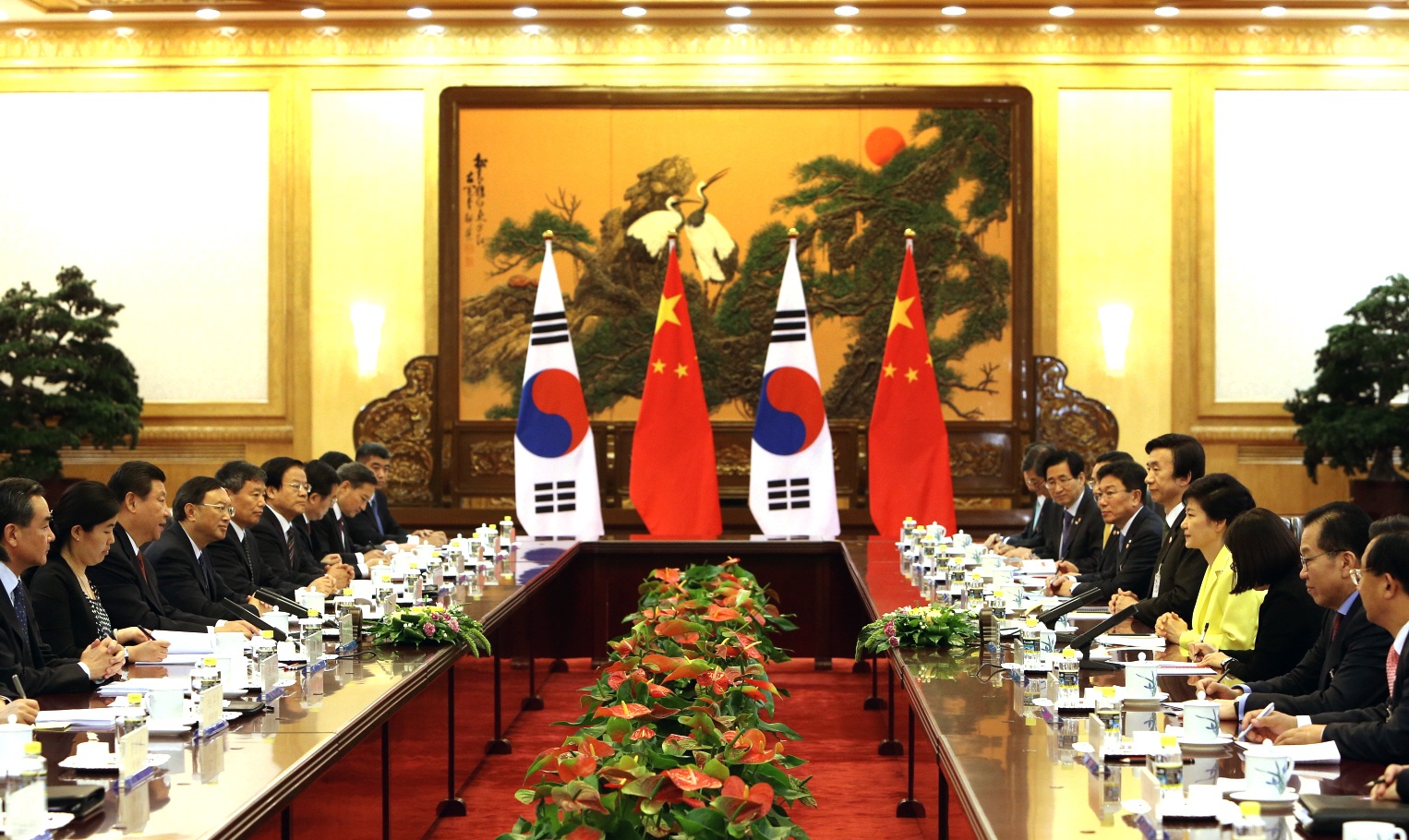
2013年时任韩国总统朴槿惠访华

朝鲜半岛分裂后，处在冷战不同阵营的韓國與中华人民共和国一直长期处在互不承认的敌对状态。两国除了在朝鲜战争中直接对抗外，在黄海海域也多次发生海事冲突，两国虽然相距很近但关系紧张:271:64-65:816-818。以此相反，韩国在建国后不久便與中華民國政府建交，互设大使馆:221。1949年8月，蒋介石曾应李承晚的邀请访问韩国。1953年11月27日，李承晚访问台湾期间还与蒋介石发表了“联合声明”，倡议建立亚洲“反共联合战线”:221。1966年，朴正熙也曾以韩国总统的身份访问台湾。
20世纪70年代，随着国际局势的变化，中国先后与日本、美国建立了外交关系，朝韩关系日趋和缓，韩中两国关系也得到缓和:271:64-65:818-819。1982年，日本出现右翼篡改历史教科书的事件，韩中两国同时对日本政府提出了抗议交涉，虽然两国主观上不能相互沟通，但在行动上不约而同地联合对日本施压，迫使其最终修正错误。两国媒体的相互报道使两国国民找到了共同语言，感情上开始发生变化:100-106。
1983年5月5日，中国大陸发生中国民航客机被劫持到韩国春川的事件，这使两国官方开始最初的接触。全斗焕政府顶住中華民國政府的压力，就劫机事件向中华人民共和国提供了帮助。双方在此次谈判的备忘录中首次使用了“中华人民共和国”和“大韩民国”的国名:271:107-113:822:234。此后，两国在经济、文化、体育等各领域的交流日益频繁。1986年和1988年，中华人民共和国分别派出体育代表团参加韩国主办的第10届亚运会和第24届夏季奥运会。1988年奥运会后，两国的双边经济交流迅速升温。1991年1月，韩国在北京设立“大韩贸易振兴公社驻北京代表处”。同年4月，中华人民共和国在漢城建立“中国国际商会驻漢城代表处”。1991年9月17日，韩朝两国同时加入联合国，为中韩建交创造条件:271:137-143。1992年8月23日，韩国发表声明，承认中华人民共和国，并与中華民國中止外交关系。次日，韓國與中华人民共和国两国正式建立了大使级外交关系，开启了两国双边关系的新时代:183-185:271:828-829。
韩中正式建交后，两国关系即进入蜜月期。1992年9月27日，时任韩国总统卢泰愚在两国建交仅1个月後，便率庞大访华团出访中华人民共和国。双方在北京发表了《中韩新闻公报》，并签署了《中韩贸易协定》、《中韩投资保护协定》、《中韩关于设立经济、贸易、技术联合委员会协定》、《中韩科学技术协定》:183-185:832-834。自建交以来，韩中关系不断提高，双方高层互访频繁，经贸、文化、人员往来迅猛发展。1997年12月，金大中总统访华期间，两国关系被提升为“面向21世纪的合作伙伴关系”:247-251:841。2003年，两国关系又被提升为“面向21世纪的全面合作伙伴关系”:287:847。2008年5月，时任韩国总统李明博访华时，两国关系被再次提升为“中韩战略合作伙伴关系”，使双边关系走向成熟:350-352:841。2017年，韩美决定在韩部署萨德反导弹系统，引发韩中关系恶化。文在寅当选韩国总统后，两国关系得到改善。2017年12月，文在寅对中国进行了为期四天三夜的访问。

### 韩俄关系

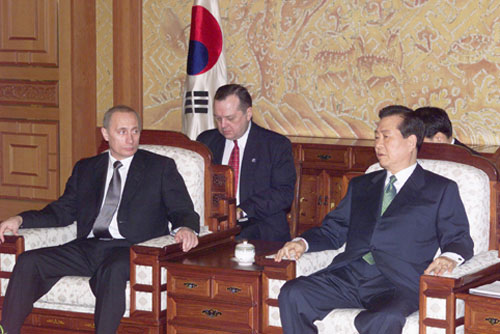
2001年2月，金大中与访韩的俄罗斯总统普京

20世纪70年代，随着国际冷战局势的缓和，韩国与苏联开始了民间交流。1973年，韩国派团参加莫斯科举办的世界大学生运动会后，两国外交官开始逐步进行接触。1983年9月，由于苏联击落韩国KAL007客机，两国关系一度中断。但1985年戈尔巴乔夫上台后提出“外交新思维”，确立了与资本主义长期和平共处的外交理念，双边关系开始缓和:284:235。此时的韩国正在利用1988年奥运会的机会大力推行“北方政策”，积极与社会主义阵营发展关系，双方建交成为大势所趋。1990年6月，时任韩国总统卢泰愚和苏联总统戈尔巴乔夫在美国洛杉矶举行会晤，就两国关系正常化交换了意见。同年9月30日，两国外长在美国纽约举行会谈，发表了建交公布，两国正式建立外交关系:285。
1991年苏联解体后，韩国与俄罗斯继承了外交关系。1992年11月，时任俄罗斯总统叶利钦出访韩国，双方签署了《韩俄基本关系条约》，宣布将两国关系发展成为尊重自由、民主、人权和重视市场经济原则的伙伴关系。叶利钦还表示支持韩朝在和平、民主、统一的原则下进行对话，并表示对朝苏友好条约中的不符合现实的部分进行修改。1994年6月，时任韩国总统金泳三对俄罗斯进行了国事访问，双方发表了《莫斯科共同宣言》，宣布将两国关系发展成为“建设性的互补伙伴关系”。1999年和2001年，时任韩国总统金大中和俄罗斯总统普京进行了互访。:285
2004年9月，时任韩国总统卢武铉访问了俄罗斯，双方首脑签署了《共同宣言》，将韩俄关系由“建设性的互补伙伴关系”升级为“相互信赖的全面伙伴关系”:285。访问期间，韩国与俄罗斯签订了一系列的经贸、能源合作协议。通过将购买俄罗斯现成石油和勘探开采油气项目相结合，韩国开拓了能源进口的新渠道，为经济安全发展提供了保障:164。2008年2月，李明博在韩俄建交18周年之际出访俄罗斯。他与时任俄罗斯总统梅德韦杰夫将两国关系从“全面合作伙伴”提升至“战略合作伙伴”:302-305。

### 韩欧关系
韩国与欧盟国家长期以来保持着良好的关系。朝鲜战争期间，英国、法国、荷兰、比利时、希腊、土耳其、意大利、卢森堡等欧洲国家曾派兵参加了朝鲜战争。战争结束后，这些欧盟国家也成为了韩国对欧外交的主要对象，其中英国、法国和德国分别在1949年、1949年和1955年与韩国建立了外交关系，是欧盟国家中较早与之建立外交关系的国家。:286
20世纪80年代，韩国在新的国际形势下大力推行“北方政策”，与东欧国家的关系得到改善。1989年2月，东欧国家匈牙利率先与韩国建立外交关系。随后，波兰、南斯拉夫、捷克、保加利亚、罗马尼亚等国家相继与韩国建立了外交关系。:286
韩国与欧盟的关系在欧洲一体化的过程中得到了加强。1996年，韩国与欧盟签订了《韩国欧盟基本合作协定》，将双方的合作从原来的经济领域扩大到政治、安保领域。1997年9月，欧盟成为朝鲜半岛能源开发组织（KEDO）的执行理事国，参与了朝鲜核问题的解决。:286
欧洲国家中，韩国与德国的贸易量是最大的，并保持着快速增长的态势。1980年，韩德两国的双边贸易额就超过了10亿美元，2000年达到近100亿美元。韩国对德贸易在前期一直处于逆差，1998年起开始转为顺差。韩国主要向德国出口电子产品、家电、机械、运输设备等，从德国进口机械、运输设备、化学制品、电子电器零部件等，产业内贸易很强。德国同时也是韩国重要的外资来源国。:286

### 韩印关系

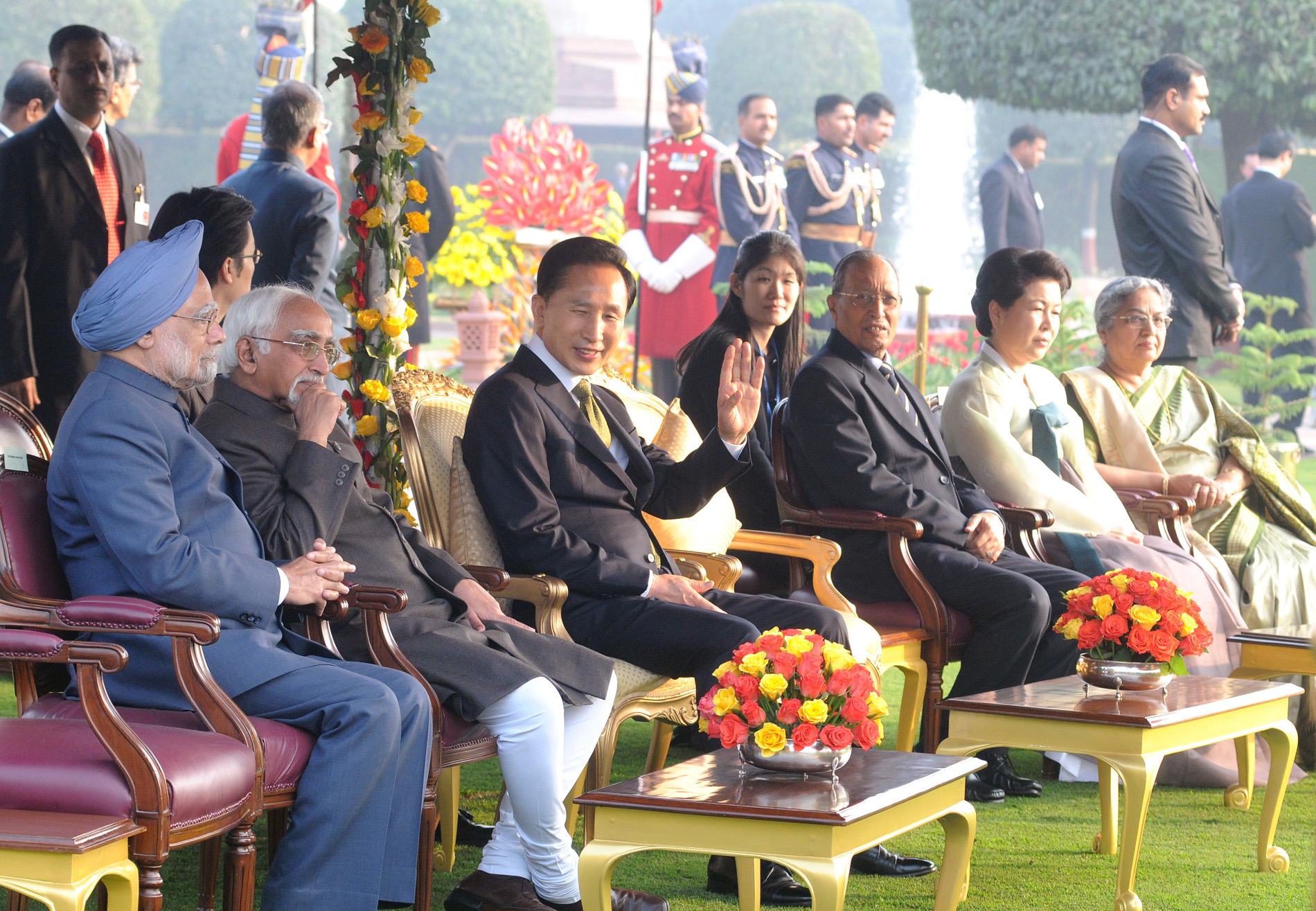
2010年1月26日，韩国总统李明博作为主宾出席了印度国庆典礼

韩国与印度于1973年建立正式的大使级外交关系。由于印度同时也与朝鲜建立了外交关系，韩印关系在建交后一直比较冷淡。冷战结束后，双方关系开始升温。20世纪90年代初，印度拉奥政府提出面向东亚与东盟国家的“东向”外交战略。而此时的韩国金泳三政府也在积极推行全球化、多元化的外交战略。1993年9月，时任印度总理拉奥率先访韩，成为韩印关系发展的转折点。1996年时任韩国总统金泳三回访印度后，两国关系的发展得到进一步的推动。
进入21世纪后，韩印两国高层互访变得非常频繁。2004年10月时任韩国总统卢武铉访问印度时，双方建立起“面向和平繁荣的长期合作伙伴关系”。李明博就任韩国总统后推出了“新亚洲外交”的策略，并于2010年作为主宾出席了印度国庆。在他访印期间，两国关系被提升为“战略伙伴关系”。2014年莫迪就任印度总理后，“东向”外交战略被进一步的付诸实施。2015年5月莫迪访韩期间，两国关系提升为“特别战略伙伴关系”。文在寅出任韩国总统后提出了以印度为主要对象国之一的“新南方政策”。2018年7月和2019年2月，文在寅与莫迪进行了互访。
韩印两国在2009年8月签署了同于自贸协定的《全面经济伙伴关系协议》（Comprehensive Economic Partnership Agreement CEPT）。这是印度与经合组织（OECD）国家首次签订自贸协议，也是韩国签订的第8个自贸协议。此外，两国在防务领域也有着很好的合作。印度是韩国重要的武器出口目的地国。2011年，两国还签署了《核能合作协议》。

### 其它
韩国与澳大利亚于1961年建立外交关系。朴正熙执政期间，两国曾进行高层互访。1999年9月，时任韩国总统金大中对澳大利亚进行了国事访问，访问期间双方宣布将两国关系发展成为“面向21世纪的新伙伴关系”。2000年5月，时任澳大利亚总理霍华德对韩国进行了回访。澳大利亚和新西兰是韩国重要的资源进口国，韩国长期保持贸易逆差。:287
1970年代，韩国开始大举参进入中东地区的基建工程。中东同时也是韩国主要的原油来源地。其中沙特为韩国的第一大原油进口国，第一大对外投资目的地国，也韩国在中东地区最大的贸易伙伴。韩国是沙特阿拉伯2030年愿景的战略合作伙伴。双方还签署有《国防合作协定》。2025年4月10日，韩国外交部长赵兑烈出访叙利亚首都大马士革，与叙利亚过渡政府外交部长阿萨德·哈桑·希巴尼签署建交公报，两国由此建立外交关系。
韩国与拉美国家的关系也得到了长足的发展。自2024年與古巴建交，韩国已与拉丁美洲所有的联合国成员国建立了正式外交关系。2002年10月，韩国与智利签署了韩国首个自由贸易协定。2004年4月1日，韩智FTA正式生效后，韩国对智利的出口大幅增长，超过韩国对外出口增长率的2倍，而对韩国农业只是造成局部的负面影响。韩智FTA的效果远超预期。韩智FTA的成功，也增强了韩国进一步开发市场，与更多国家签订FTA的信心。拉美地区的巴西、墨西哥也是韩国重要的贸易伙伴国。:288
韩国与非洲国家的关系并不密切。朝鲜战争期间，南非和埃塞俄比亚曾分别派出空军和地面部队参加联合国军。20世纪60年代，随着越来越多的非洲国家摆脱殖民统治，韩国也积极与这些国家建立外交关系，也进行高层互访。不过双边关系主要以政治为主，经济合作与贸易一直处在次要位置。:287
目前，联合国成员国中只有朝鲜不承认韩国。此外，在非联合国成员国中，韩国承认科索沃为独立国家，但尚未建交。而作为联合国观察员国的巴勒斯坦国则不受韩国政府承认，但韩国承認巴勒斯坦解放組織是巴勒斯坦人民的合法代表。

## 领土争议
韩国与日本对独岛（日本称“竹岛”）的主权存在争议。独岛原为韩国东海（日本海）的一个无人岛，面积18.6平方公里，距韩国郁陵岛49海里，离日本隐岐群岛86海里。17世纪，韩日渔民开始对独岛主权争议。20世纪初，日本吞并了包括独岛在内朝鲜半岛及其周边岛屿。1946年1月29日，联合国总司令部依据SCAPIN第677号文件，剥夺了日本对独岛的主权。之后，美国为了联合日本对付苏联和中国，开始模糊独岛主权的归属。1952年1月18日，时任韩国总统李承晚发表“关于毗连海域主权的总统声明”，将独岛划归为韩国领海管辖。1953年5月，在朝鲜战争期间，日本曾派兵一度占领了独岛，但被韩国郁陵岛居民组成的“独岛义勇守备队”赶走。至此，独岛完全在韩国的实际控制之下。1956年，韩国政府开始派出守卫独岛的海上守备队，1957年开始陆续在独岛上修建永久性建筑物。
韩国与中国就苏岩礁（韩国称“离於岛”）的专属经济区归属问题存在争议。苏岩礁位于中韩专属经济区主张重叠区，距离韩国济州岛149公里，与中国领海基点海礁的距离约为247公里。由于苏岩礁是暗礁不是岛屿，中韩双方就苏岩礁不是领土有共识。不过双方在专属经济区归属上有分歧，韩方主张以中间线作为划界标准将苏岩礁划为韩国专属经济区，而中方则主张依据大陆岸线原则将其划为中国专属经济区。双方对黄海划界问题，目前处在谈判阶段。

## 建交列表
- 韩国建交列表